# NGC 5299
NGC 5299 is een open sterrenhoop in het sterrenbeeld Centaur. Het hemelobject werd op 7 juni 1837 ontdekt door de Britse astronoom John Herschel.